# Christina Johansson (löpare)
Christina Johansson är en svensk tidigare maratonlöpare från Göteborg, tandhygienist och dragspelare, som deltog i flera långlopp och maratonlopp under sent 1970-tal-tidigt 1980-tal. Hon tävlade för IK Vikingen.

## Meriter
- Trea i Göteborgsvarvet 1980[3]
- Seger i Aten Marathon[4]

### Fotnoter
1. ↑  Sporten i dag 1981-82, Semic förlags AB 1981, sidan 90-93 -  Christina Johansson , maratonfenomen
2. ↑  ”Svenskt rekord i Roslagen Maraton. 2.50,28 av Christina Johansson”. Dagens Nyheter. 15 september 1980. https://arkivet.dn.se/tidning/1980-09-15/252/36.
3. ↑  ”Tio bästa kvnnorna 1980-2005” (på svneska). Marathon. Arkiverad från originalet den 22 februari 2014. https://web.archive.org/web/20140222001844/http://www.marathon.se/aktuellt/tio-basta-kvnnorna-1980-2005. Läst 14 februari 2014.
4. ↑  ”Athens Classic Marathon” (på engelska). Athens Classic Marathon. http://www.arrs.net/HP_AtPMa.htm. Läst 14 februari 2014.